# Wrodzony zespół nerczycowy typu fińskiego
Wrodzony zespół nerczycowy typu fińskiego (ang. congenital nephrotic syndrome of Finnish type) – uwarunkowana genetycznie choroba z grupy glomerulopatii, stanowiąca najczęstszą postać wrodzonego zespołu nerczycowego. 

## Etiopatogeneza
Spowodowana jest mutacją w locus 19q13.1 w genie NPHS1 kodującym białko nefrynę, należące do nadrodziny immunoglobulin i do rodziny komórkowych cząsteczek adhezyjnych. Cząsteczki nefryny zlokalizowane są w kłębuszkach nerkowych pomiędzy wyrostkami stopowatymi podocytów. Choroba jest stosunkowo częsta w populacji fińskiej, gdzie została opisana w latach 60. XX wieku. Jej częstość szacowana jest tam na 1:8.000 urodzeń. Najczęstszymi mutacjami NPHS1 (odpowiadającymi za około 94% przypadków w populacji fińskiej) są delecja dwóch par
zasad w eksonie 2 (tzw. mutacja "Fin major") i mutacja nonsensowna w eksonie 26 ("Fin minor").

## Objawy kliniczne
Po urodzeniu występują: wodobrzusze, niedorozwój fizyczny, obrzęki i objawy neurologiczne. Wkrótce rozwija się pełnoobjawowy zespół nerczycowy z nadciśnieniem tętniczym. 
Postępuje niewydolność nerek, która między 3-8 rokiem życia osiąga stadium schyłkowe.

## Leczenie
Leczenie polega na stosowaniu inhibitorów enzymu konwertującego (ACE-I), cyklosporyny i NLPZ.
Istotne jest uzupełnianie niedoborów spowodowanych nasilonym zespołem nerczycowym (albuminy, hormony tarczycy, wapnia i inne) oraz stosowanie profilaktyki przeciwzakrzepowej.
Leczenie pojawiającej się niewydolności nerek polega początkowo na stosowaniu dializy otrzewnowej, a później transplantacji nerki.